# Martin Zandvliet
Martin Zandvliet, né le 7 janvier 1971 à Fredericia (Danemark), est un réalisateur scénariste et monteur danois.

## Biographie
Son film Les Oubliés (Under sandet) remporte le Robert du meilleur film danois et  le Bodil du meilleur film danois en 2016,.

## Filmographie

### Comme réalisateur
- 2002 : Angels of Brooklyn
- 2005 : Wulffmorgenthaler (série TV, assistant réalisateur)
- 2006 : Jeg somregel
- 2007 : Uden for kærligheden (premier assistant réalisateur)
- 2008 : Mon petit-enfant
- 2009 : Applaus
- 2011 : Dirch (aussi acteur)
- 2015 : Les Oubliés (Under sandet)
- 2018 : The Outsider
- 2021 : Les Enquêtes du département V : Effet Marco (Marco effekten)

### Comme monteur
- 2001 : Lines dyder
- 2002 : Det Brune Punktum: Far brugte ikke noget (vidéo)
- 2002 : Angels of Brooklyn
- 2003 : Descent
- 2003 : Rocket Brothers
- 2004 : Magten over kærligheden (TV)
- 2005 : Wulffmorgenthaler (série TV)
- 2005 : Når man vågner
- 2006 : Mum
- 2007 : Dennis
- 2008 : Besøget
- 2008 : Mon petit-enfant
- 2008 : Cathrine

### Comme scénariste
- 2002 : Angels of Brooklyn
- 2006 : Jeg somregel
- 2007 : Dennis
- 2008 : Mon petit-enfant
- 2011 : Dirch
- 2012 : Teddy Bear
- 2015 : Les Oubliés (Under sandet, Land of Mine)
- 2016 : The Model

## Récompenses et distinctions
- 2016 : Robert du meilleur film danois pour Les Oubliés (Under sandet).
- 2016 : Bodil du meilleur film danois pour Les Oubliés (Under sandet).